# The Presidents of the United States of America (album)
The Presidents of the United States of America è il primo LP dei The Presidents of the United States of America ed è stato distribuito il 25 luglio 1995.

## Storia

### Distribuzione
- marzo 1995: PopLlama Records
- 25 luglio 1995: Columbia Records
- 2004: PUSA Inc.

## Tracce
Tutte le canzoni sono di Chris Ballew e The Presidents of the United States of America se non diversamente specificato.
1. Kitty - 3:23
2. Feather Pluckn' - 2:57
3. Lump - 2:14
4. Stranger - 3:05
5. Boll Weevil - 3:17
6. Peaches - 2:52
7. Dune Buggy - 2:44
8. We Are Not Going to Make It - 1:52 - (Ben Reiser)
9. Kick Out the Jams - 1:26 - (Michael Davis, Wayne Kramer, Fred "Sonic" Smith, Dennis Thompson, Robin Tyner)
10. Body - 4:12
11. Back Porch - 3:00
12. Candy - 3:17
13. Naked and Famous - 3:44

### Tracce bonus
Le tracce dalla 14 alla 19 provengono da loro vari singoli discografici pubblicati dopo la pubblicazione originale dell'album. Le tracce dalla 20 alla 26 sono demo registrati nelle città e nelle date indicate.
14. Confusion – 2:44

15. Candy Cigarette – 2:02

16. Wake Up – 2:41

17. Carolyn's Booty – 2:17

18. Fuck California – 3:05

19. Puffy Little Shoes – 3:35

20. Kitty (Demo) (Boston, 1992) – 1:26

21. Lump (Demo) (Ballard, 1994) – 2:39

22. Stranger (Demo) (Seattle, 1992) – 2:50

23. Boll Weevil (Demo) (Boston, 1991) – 2:07

24. Candy (Demo) (Boston, 1989) – 3:51

25. Naked and Famous (Boston Demo) (Boston, 1989, dalla band Egg) – 2:37

26. Naked and Famous (New York Demo) (New York, 1987) – 2:08